# Iśana

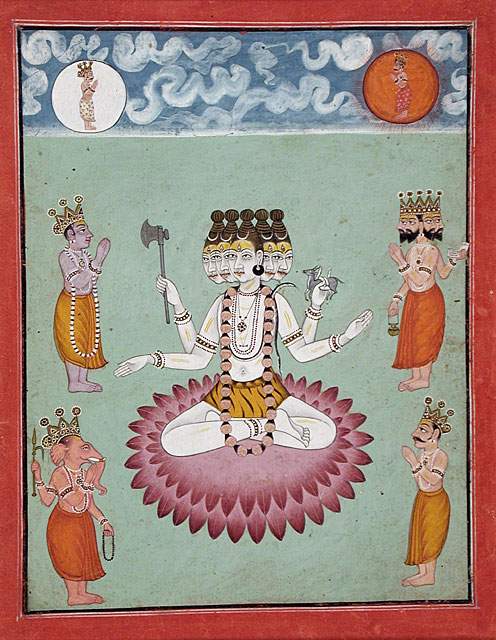
Pięciogłowy Śiwa

Iśana (trl. Īśāna, ang. Ishana) – przydomek Śiwy oraz imię jednej z pięciu twarzy Sadaśiwy, Paramaśiwy lub piąta głowa Śiwy Pańćany.

## Pańćajana
Głowa i postać Iśany patronuje żywiołowi powietrza, reprezentuje doskonałe poznanie i mistrzostwo Wed. Przedstawiana jest w kolorze miedzi albo jako półprzeźroczysta.

## Paramaśiwa
Twarz Iśany postaci Paramaśiwy jest koloru zielonego i jest centralnie usytuowana, jako środkowa z pięciu.